# 783 (szám)
A 783 (római számmal: DCCLXXXIII) egy természetes szám.

## A szám a matematikában
A tízes számrendszerbeli 783-as a kettes számrendszerben 1100001111, a nyolcas számrendszerben 1417, a tizenhatos számrendszerben 30F alakban írható fel.
A 783 páratlan szám, összetett szám, kanonikus alakban a 33 · 291 szorzattal, normálalakban a 7,83 · 102 szorzattal írható fel. Hat osztója van a természetes számok halmazán, ezek növekvő sorrendben: 1, 3, 9, 27, 29, 87, 261 és 783.
Hétszögszám.
A 783 négyzete 613 089, köbe 480 048 687, négyzetgyöke 27,98213, köbgyöke 9,21695, reciproka 0,0012771.